# Storiografia sulle donne nella Resistenza italiana
Nella storiografia della Resistenza, per decenni basata su fonti istituzionali o narrazioni collettive, la partecipazione femminile, quando contemplata, è stata relegata a un ruolo subalterno, ad attività di sostegno, cura, logistica, "complementare" all'azione dei partigiani impegnati e organizzati nelle formazioni combattenti.
A partire dalla seconda metà degli anni settanta, ricerche e testimonianze raccolte dalle donne e tra le donne partecipanti alla lotta partigiana hanno colmato il vuoto degli studi, inaugurando il filone di ricerca su "Donne e Resistenza". Sono state portate alla luce, soprattutto attraverso opere di memorialistica, storie ed esperienze fino ad allora ignorate, che hanno contribuito a ridisegnare la mappa della partecipazione femminile, approfondendo, ampliando e rimodulando le interpretazioni del “contributo" delle donne alla Resistenza.
Negli anni ottanta e novanta del Novecento un gruppo di giovani storiche legate al femminismo e di ricercatrici degli Istituti della Resistenza (1989-1994) ha introdotto in Italia una prospettiva di genere nella storia della guerra, rinnovando lessico, categorie interpretative e strumenti d'indagine. Il coinvolgimento delle donne è stato letto attraverso categorie, come quella della "resistenza civile" e del "maternage" proposta da Anna Bravo, mentre nuove ricerche, estese all'analisi della condizione femminile durante il fascismo, al consenso femminile e alle scelte di militanza femminile fascista, hanno indagato sulla complessità e sulla molteplicità dell’esperienza femminile durante la guerra, sulla memoria, sulle motivazioni e le forme di autorappresentazione, ponendo la "soggettività" al centro dell'analisi storica.
Altri filoni che hanno accompagnato gli studi su Donne e Resistenza comprendono il rapporto tra Resistenza, emancipazionismo, conquiste sociali e politiche delle donne nel dopoguerra e, all'interno dei molteplici studi a carattere locale prodotti a partire dagli anni Novanta, la caratterizzazione regionale, l'individuazione di peculiarità locali nell'esperienza resistenziale femminile.

## La Resistenza taciuta
Il primo libro scritto da donne con l'intento di ridefinire la "reale partecipazione femminile alla Guerra di liberazione in Italia" è La Resistenza taciuta, pubblicato nel 1976. Curato da Anna Maria Bruzzone e Rachele Farina, raccoglie dodici testimonianze di partigiane piemontesi. Anna Bravo, che ne curerà la riedizione nel 2003, lo definirà "il debutto degli studi di storia orale della Resistenza in cui le donne divenivano protagoniste". Nel libro il termine "contributo" viene rifiutato perché ritenuto svalutante: la Resistenza, affermano le due curatrici del volume, "non si sarebbe potuta sviluppare senza l’apporto delle donne."
Il rapporto Donne e Resistenza è al centro del Convegno svoltosi a Bologna nel 1977, nei cui lavori preparatori vengono raccolti oltre duemila questionari di partigiane e antifasciste emiliane che sottolineano il legame allora percepito tra la lotta contro l'occupante tedesco e la conquista della parità di diritti per le donne.
Nello stesso anno Bianca Guidetti Serra, ex partigiana torinese, avvocata e politica, dà alle stampe Compagne: testimonianze di partecipazione politica femminile, in cui sono raccolte interviste a 49 donne operaie, militanti e antifasciste che avevano preso parte alla lotta di liberazione.
Nel 1978 vengono pubblicati gli atti del Convegno L'altra metà della Resistenza: un incontro fra generazioni sulla via della liberazione femminile, svoltosi a Milano nel 1977.
Nel 1981 Mirella Alloisio, ex partigiana e responsabile della segreteria operativa clandestina del CLN Liguria, in Volontarie della libertà. 8 settembre 1943-25 aprile 1945 definisce la Resistenza al femminile un “iceberg sommerso”.
Se questi studi sollevano il velo posto sulla partecipazione delle donne alla Resistenza, dando la parola alle dirette protagoniste, facendo luce su figure, ruoli e vicende dimenticati, denunciando l'unilateralità dell'interpretazione "ufficiale", rimangono tuttavia relegati all’ambito degli studi sulle donne, e non determinano alcuna ricaduta sulla storiografia ufficiale.

## Donne e guerra
Negli anni Ottanta e Novanta un gruppo di giovani storiche legate al femminismo e di ricercatrici degli Istituti della Resistenza (1989-1994), impegnate nella ricerca “Donne guerra”, introducono in Italia una prospettiva di genere nella storia della guerra, proponendo uno studio sui tratti propri, sulle modalità di espressione e sul significato dell’esperienza femminile nelle guerre del Novecento.
Questa nuova lettura, sollecitata dalla varia e consistente produzione anglo-americana sul tema "donne e guerra" e da un nuovo approccio storiografico sulla Resistenza in Italia, come quello proposto di Claudio Pavone, contribuisce ad un allargamento di prospettiva, ad una rilettura dei modelli interpretativi di guerra e Resistenza, allora concentrati sugli aspetti ideologici, politici e militari, e a un rinnovamento dei metodi della ricerca, grazie all'attenzione posta alla dimensione sociale e antropologica, alle fonti di memoria, scritte e orali.
L'esperienza femminile nella Resistenza viene riconnessa più in generale al rapporto donne e guerra, agli effetti di quest'ultima - di modernizzazione o di conservazione/regressione - sulla condizione femminile e sulle strutture di genere.
Gli studi condotti in diversi contesti geografici e periodi storici rivelano come il quadro risulti poco lineare; secondo alcune ricerche, il "nuovo" innescato dalle guerre avrebbe rappresentato spesso più una parentesi che un punto di partenza, come nel caso della mobilitazione civile in Europa avvenuta durante la prima guerra mondiale, che se da una parte determinò una maggiore, diversa e multiforme presenza delle donne nel mondo del lavoro e della vita pubblica, assegnando loro mansioni e spazi ritenuti di esclusiva pertinenza maschile, dall'altra avrebbe permesso solo in via provvisoria tale spostamento dei ruoli: al ritorno dal fronte gli uomini avrebbero ripreso possesso e riconfermato la loro posizione sociale, mentre non sarebbe stato sottoposto ad alcuna ridefinizione il tradizionale ruolo assegnato alle donne, ancorato al lavoro domestico e di cura.
La seconda guerra mondiale, con i bombardamenti a tappeto, l'occupazione nemica dei territori, le stragi e le deportazioni di massa, la dimensione di "guerra totale" e di "guerra civile", avrebbe introdotto un salto di qualità nel rapporto tra donne e guerra: lo sconfinamento della guerra dal fronte militare alla popolazione civile avrebbe coinvolto le donne in misura ancora maggiore nella lotta per la sopravvivenza, contro la fame, le bombe, i rastrellamenti, estendendo il lavoro di cura, di soccorso e di protezione, oltre che ai propri cari, anche a persone sconosciute (soldati allo sbando dopo l'8 settembre, renitenti, stranieri, ebrei, oppositori, antifascisti, carcerati, deportati), per far fronte ad una violenza in progressiva crescita.

## La resistenza civile
Gli studi di Anna Bravo, ispirati a quelli dello storico francese Jacques Sémelin sulla resistenza civile intesa come processo spontaneo di lotta di una società disarmata contro l’aggressione, allargano il concetto di Resistenza reinterpretando il coinvolgimento delle donne attraverso la categoria del "maternage di massa". La funzione materna viene ritenuta la “forma specificamente femminile di resistenza civile”. Essa si esprimerebbe in "comportamenti conflittuali non violenti e non politicamente strutturati", come avvenne dopo l'8 settembre, quando moltissime donne, disobbedendo istintivamente agli ordini, a costo del carcere e della propria vita diedero aiuto e rifugio ai soldati in fuga e ai giovani renitenti.
Il libro In guerra senz'armi, Storie di donne 1943-1945, curato nel 1995 da Anna Bravo e Anna Maria Bruzzone, evidenzia l'esperienza di opposizione spontanea delle donne a ordini ingiusti che mettono in pericolo la comunità e la vita degli altri, contribuendo a mettere in discussione il modello resistenziale del "cittadino in armi", il primato dell'azione militare strettamente legato alle formazioni partigiane, e lo stereotipo delle donne come elementi marginali, vittime della storia o martiri, anziché soggetti attivi, capaci di iniziativa e di scelta. "Contributo" e "partecipazione", scrive Bravo, sono "concetti deboli rispetto alla ricchezza dell'esperienza, ma indicatori forti degli orientamenti storiografici. Contribuire o partecipare non equivalgono a fare e a far parte, anzi marcano il divario fra appartenenza e convergenza momentanea, fra l'azione creativa e il suo contorno o supporto, che restano vaghi".
L'attivismo delle donne, la loro ribellione spontanea e le sue caratteristiche di genere sono elementi messi in luce anche nell'episodio della rivolta delle donne a Piazza delle Erbe a Carrara l'11 luglio 1944, evento ritenuto fondativo dell'identità antifascista di quel territorio, e tema centrale del Convegno di studi Le radici della Resistenza: donne e guerra, donne in guerra, svoltosi a Carrara nel 2004.

## Storia e memoria. Soggettività femminile
Alle donne come gruppo indistinto, massificato, e al loro "contributo" alla Resistenza, presentato e interpretato come residuale, di supporto all'attività degli uomini, i nuovi studi basati su una prospettiva di genere contrappongono la complessità e la molteplicità dell’esperienza femminile durante la guerra. Questi nuovi studi indagano sul rapporto fra storia, politica e memoria, ponendo la soggettività al centro dell'analisi storica; esplorano i diversi modi in cui si le donne hanno percepito e vissuto la guerra, indagano sui singoli percorsi esistenziali, posti in relazione al tessuto sociale di provenienza, all'appartenenza generazionale, alla formazione culturale, alla rete di rapporti sociali e comunitari di riferimento, ai mutamenti di costume e di mentalità.
L'abbandono della "dicotomia collaborazionismo/Resistenza", la considerazione di quadri più dinamici di evoluzione delle "resistenze", l'obiettivo di ricostruire il vissuto femminile durante la guerra senza limitarlo alle esperienze politiche, consentono l'allargamento degli orizzonti tematici, l'estensione della ricerca ad un più ampio registro di soggetti femminili. Vengono alla luce percorsi multiformi e motivazioni diverse, sia all'interno delle scelte resistenziali, intenzionali o casuali, nate all'interno di tradizioni familiari, sollecitate da eventi contingenti e "privati", o da pregressi convincimenti politici e ideologici, declinate o meno secondo precisi paradigmi culturali e politici, sia negli atti di "donne comuni", coinvolte marginalmente nella lotta politica, per le quali il nemico viene ridefinito di volta in volta, senza implicazioni ideologiche, e il soccorso e la protezione offerti a coloro che si trovano in “terreni liminali”, zone di confine tra la vita e la morte; la ricerca viene estesa all'analisi della condizione femminile durante il fascismo, al consenso femminile e alle scelte di militanza femminile fascista.
Particolarmente studiati nelle testimonianze e nelle memorie scritte e orali delle donne coinvolte sono le forme di autorappresentazione, poste in relazione all'appartenenza di genere, la percezione del conflitto, le motivazioni alla base di determinate scelte di campo, così come le rimozioni, il non detto, specie per quanto riguarda episodi di violenza sessuale; il giudizio delle intervistate sulla partecipazione femminile alla Resistenza e, più in generale, sulla questione femminile, sono altri tasselli utilizzati a volte per sondare e interpretare i mutamenti, avvertiti o meno, attesi o meno, nelle relazioni di genere.
Gli studi registrano la persistenza di registri ambivalenti nella rappresentazione femminile e nella percezione di sé, leggibili come segnali dello scontro in atto fra un'eredità culturale fondata sulla divisione delle sfere sessuali e le trasformazioni prodotte dalla guerra: le donne imbracciano i fucili "come gli uomini", e nello stesso tempo usano consapevolmente e strumentalmente, come "forza manipolabile" ai fini di ingannare il nemico, alcuni degli aspetti più tradizionali ed evocativi della femminilità (il corpo, i poteri della seduzione, la gravidanza, ecc.), come nel caso delle staffette che distolgono l'attenzione di nazisti e fascisti sul materiale trasportato - volantini e armi - esibendo vestiti vistosi, o finte gravidanze.
In molte testimonianze le donne raccontano di avere vissuto la guerra e la Resistenza come trauma, ma anche come spazio di libertà, possibilità di sperimentare esperienze di vita svincolate dai ruoli imposti al proprio sesso, usando spesso il termine "scelta".

## Esperienza resistenziale femminile e costruzione della cittadinanza
La ricostruzione storica dell'esperienza resistenziale femminile non si è fermata alla data della fine della guerra, ma si è estesa ai decenni successivi, con l'obiettivo di indagare sui possibili cambiamenti avvenuti nelle vite delle donne che avevano vissuto quel periodo e, più in generale, sulle ricadute della Resistenza nella condizione sociale e politica femminile.
L' "uscita dalla Resistenza" e il ritorno alla normalità non sono stati uguali per tutte, così come diverse fra di loro erano le donne coinvolte in quell'esperienza: diversa provenienza sociale, appartenenza politica, formazione culturale; diverse le scelte operate, il grado di coinvolgimento nelle attività resistenziali, il significato attribuito a quel periodo.
Nelle testimonianze raccolte tra le partigiane, molte sono coloro che dichiarano di aver provato difficoltà a ritornare alla vita normale, per l'incapacità, dopo aver vissuto "liberamente", di riadattarsi al ruolo sociale loro tradizionalmente assegnato; molte esprimono una profonda delusione per la mancata realizzazione nella società del dopoguerra delle aspettative di uguaglianza sociale e di pari diritti per le quali avevano combattuto.
Accanto a coloro che sono rientrate nei "ranghi" familiari, in maniera più o meno sofferta, molte altre hanno continuato a coltivare la loro "passione politica", all'interno di organizzazioni femminili, nei partiti, nella sfera pubblica, arrivando ad occupare posizioni di notevole rilievo a livello istituzionale e politico. L'amarezza per la rimozione che nella storiografia ufficiale e nella memoria pubblica ha a lungo colpito le donne protagoniste della Resistenza e la scarsa considerazione da esse ricevuta all'indomani della fine della guerra anche dai loro ex compagni di lotta, è stata per molti decenni una forma di consapevolezza condivisa; il silenzio con cui avrebbero accettato questa rimozione, la loro resa all' "invisibilità", sarebbero stati oggetto dell'indignazione espressa nel 1977 dalla storica e partigiana Franca Pieroni Bortolotti nel suo intervento pubblico ad un Convegno, poi pubblicato in Le donne della Resistenza antifascista e la questione femminile in Emilia (1943-1945).
Il nodo del rapporto tra Resistenza, emancipazionismo, conquiste sociali e politiche delle donne nel dopoguerra, tra Resistenza, impegno politico e cittadinanza femminile nei decenni che seguirono l'uscita vittoriosa dell'Italia dalla seconda guerra mondiale e dal nazifascismo, resta ancora aperto; negli anni Ottanta del Novecento ha rappresentato un terreno di frizione con la nuova generazione di femministe che hanno in parte contestato i traguardi raggiunte dalle donne nella Resistenza.
Per quanto riguarda il riconoscimento dei diritti individuali e civili delle donne, il ritardo con cui vengono approvate alcune leggi resta tuttavia significativo:
- 1963: la Legge 9 gennaio 1963, n. 7 dichiara nullo il licenziamento delle lavoratrici a causa di matrimonio
- 1963: con la legge n. 66 lo Stato riconosce alle donne la possibilità di accedere a tutte le cariche, professioni ed impieghi pubblici, compresa la Magistratura
- 1968: il 20 dicembre 1968 la Corte costituzionale abolisce la discriminazione tra coniugi nel reato di adulterio; prima di allora la moglie infedele veniva punita con una pena che arrivava fino a due anni di carcere.
- 1975: la Legge 151 sul nuovo diritto di famiglia abolisce gli articoli dei codici precedenti che sancivano l'inferiorità civile della donna;
- 1978: la Legge 131 viene approvata la legge per l'interruzione volontaria della gravidanza
- 1981: viene abrogato il codice d'onore e il matrimonio riparatore in vigore dal fascismo
- 1996: con la legge n. 66 "Norme contro la violenza sessuale", viene affermato il principio per cui lo stupro è un crimine contro la persona e non contro la morale

## Geografia della Resistenza delle donne
Un’ipotesi di ricerca sorta fin dai primi studi su Donne e Resistenza è stata quella della caratterizzazione regionale, l'individuazione di peculiarità locali nell'esperienza resistenziale femminile, in parte determinate dagli stessi sviluppi della guerra, che a seguito dell'occupazione tedesca e americana ha creato una nuova geografia dell'Italia, con pochi luoghi appena toccati dal conflitto armato, ed altri molto più largamente esposti, in parte prodotte "dall’incrocio delle vicende militari con le caratteristiche socioculturali delle varie regioni e con le subculture locali".
Gli studi di storia locale sulla Resistenza e le numerose ricerche su donne e guerra condotte in diverse parti d'Italia hanno posto in evidenza l'eterogeneità dei contesti politici e sociali, rivelando affinità e diversità. Il vissuto e le percezioni della guerra nella popolazione femminile, l'esperienza resistenziale, la stessa rielaborazione della memoria e le coordinate temporali del "prima, durante, poi", hanno ricevuto una declinazione diversa a partire dalle particolarità regionali e geografiche (contesti rurali, montani o cittadini).
Il primo progetto nato su questo filone all'interno della storia delle donne in Italia, “Resistenza e ‘passione’ politica delle donne in Emilia Romagna”, si sviluppa verso la metà degli anni Novanta del Novecento e unisce un gruppo di storiche ed ex partigiane di diversa formazione e appartenenza generazionale, al fine di "meglio comprendere il significato dell’esperienza femminile nella Resistenza", che dal punto di vista quantitativo risulta aver coinvolto un numero estremamente elevato di donne: 11.000 partigiane emiliane riconosciute su un totale di 35.000 sul piano nazionale. La connotazione del “modello femminile emiliano”, la cui possibile individuazione era stata una delle questioni su cui il gruppo si era proposto di indagare, viene trovata nella "passione politica" intesa come "passione del pubblico, in cui si concentrano e si fondono un desiderio di uscita dal privato, concepito come segregazione e discriminazione, una volontà e un bisogno di ingresso nel pubblico e una coscienza della “voce”, nel significato che ne ha dato Hirschman, di intervento attivo, politico, fonte e presupposto del cambiamento."
Queste ricerche di ambito locale si sono moltiplicate negli anni grazie all'interesse e al coinvolgimento degli Istituti per la storia della Resistenza e della storia contemporanea, dove sul finire degli anni Ottanta si era costituito un gruppo di studiose di diversi Istituti, attive su un comune progetto di ricerca "Donne e guerra", in collaborazione con il gruppo di ricerca torinese “Donne e seconda guerra mondiale: esperienza, memoria”, condotto da Anna Bravo nell’ambito dell’Istituto storico della Resistenza in Piemonte, promotore a sua volta nel 1991 a Torino del seminario “Raccontare, raccontarsi: parole, memoria, silenzi delle donne”.
La produzione editoriale e più in generale gli studi sul tema "Donne e Resistenza" si sono arricchite di anno in anno, insieme ai progetti di conservazione e di digitalizzazione dei documenti promossi dai diversi Istituti, frutto di ricerche archivistiche, o ricavati dalle testimonianze, scritte e/o orali, delle dirette protagoniste.